# Tito Ebucio Helva
Tito Ebucio Helva  fue un político y militar romano del siglo V a. C. pertenecienta a la gens Ebucia.

## Familia
Helva fue miembro de los Ebucios Helvas, una rama familiar patricia de la gens Ebucia, y padre del consular Lucio Ebucio Helva.

## Carrera pública
Alcanzó el consulado en el año 499 a. C., en el que se quedó al cargo de los asuntos civiles en la ciudad. Fue nombrado magister equitum por el dictador Aulo Postumio Albo Regilense y combatió en la batalla del Lago Regilo, en la que fue herido en un brazo durante un combate singular con Octavio Mamilio.